# L. P. Davies
Leslie Purnell Davies, conosciuto come L. P. Davies (Crewe, 20 ottobre 1914 – Puerto de la Cruz, 6 gennaio 1988), è stato uno scrittore britannico.
Autore che ama mischiare il romanzo poliziesco con l'orrore e la fantascienza, ha pubblicato anche racconti sotto diversi pseudonimi, tra cui Leslie Vardre.
I libri di Davies spesso riguardano la manipolazione della coscienza umana, in qualche modo paragonabili alle opere di Philip K. Dick.
I suoi protagonisti spesso soffrono di un'amnesia o di una perdita di identità e la ricercano per scoprire chi sono.
Prima di dedicarsi all'attività di scrittore, Davies fu farmacista, postino, optometrista e proprietario di un negozio di articoli da regalo, e servì nel Corpo Medico Britannico in Francia, Italia e Nord Africa durante la seconda guerra mondiale.

## Opere

### Romanzi polizieschi
- Man Out of Nowhere o Who is Lewis Pinder? (1965)
- Tell it to the Dead (1966)
- The Lampton Dreamers (1966)
- The Nameless Ones (1967)
- Stranger to Town (1969)
- The White Room (1969)
- The Shadow Before (1970)
- Give Me Back Myself (1971)
- What Did I Do Tomorrow? (1972)
- Assignment Abacus (1975)
- Possession (1976)
- The Land of Leys (1979)
- Morning Walk (1983)

### Romanzi di fantascienza
- La leva di Archimede (The Paper Dolls, 1964)
- The Artificial Man, 1965
- Psicospettro (Psychogeist, 1966)
- Twilight Journey, 1967
- Lo straniero (The Alien, 1968)
- Dimension A, 1969
- La valle condannata (Genesis Two, 1969)
- Adventure Holidays Ltd., 1970
- The Silver Man, 1972